# 2567 Elba
2567 Elba (1979 KA) là một tiểu hành tinh vành đai chính được phát hiện ngày 19 tháng 5 năm 1979 bởi Pizarro, O. và Pizarro, G. ở La Silla.